# Bent County
Bent County je okres ve státě Colorado v USA. K roku 2000 zde žilo 5 968 obyvatel. Správním městem okresu je Las Animas. Celková rozloha okresu činí 3 991 km².